# Netrocera setioides
Netrocera setioides är en fjärilsart som beskrevs av Felder 1874. Netrocera setioides ingår i släktet Netrocera och familjen Thyrididae. Inga underarter finns listade i Catalogue of Life.